# Функции Бриллюэна и Ланжевена
Функции Бриллюэна и Ланжевена представляют собой пару специальных функций , которые появляются при изучении идеализированного парамагнитного материала в статистической механике.

## Функция Бриллюэна
Функция Бриллюэна - это специальная функция, которая определяется следующим уравнением:

{\displaystyle B_{J}(x)={\frac {2J+1}{2J}}\coth \left({\frac {2J+1}{2J}}x\right)-{\frac {1}{2J}}\coth \left({\frac {1}{2J}}x\right)}

Функция обычно применяется (см. ниже) в контексте, где х является действительной переменной и J является положительным целым или полуцелым числом. В этом случае функция изменяется от -1 до 1, достигая +1, при {\displaystyle x\to +\infty } и -1 при {\displaystyle x\to -\infty }.
Функция чаще всего применяется при расчете намагниченности идеального парамагнетика. В частности, она описывает зависимость намагниченности {\displaystyle M} от приложенного магнитного поля {\displaystyle B} и полного углового момента J состоящего из микроскопических магнитных моментов материала. Намагниченность дается формулой:
{\displaystyle M=Ng\mu _{B}J\cdot B_{J}(x)}
где
- {\displaystyle N} - число атомов в единице объема,
- {\displaystyle g} - g-фактор,
- {\displaystyle \mu _{B}} - магнетон Бора,
- {\displaystyle x} - отношение Зеемановской энергии магнитного момента во внешнем поле к тепловой энергии {\displaystyle k_{B}T}:

{\displaystyle x={\frac {g\mu _{B}JB}{k_{B}T}}}
{\displaystyle k_{B}} -  постоянная Больцмана и {\displaystyle T} температура.
Отметим, что в системе единиц Си индукция магнитного поля {\displaystyle B} измеряется в теслах, {\displaystyle B=\mu _{0}H}, где {\displaystyle H} напряженность магнитного поля в А/м и {\displaystyle \mu _{0}} - проницаемость вакуума.

## Функция Ланжевена
В классическом пределе, моменты могут непрерывно выстроиться по полю и {\displaystyle J} может принимать все значения ({\displaystyle J\to \infty }). В этом пределе функция Бриллюэна превращается в функцию Ланжевена, названную в честь Поля Ланжевена:

{\displaystyle L(x)=\coth(x)-{\frac {1}{x}}}

Для малых значений x, функция Ланжевена может быть разложена в ряд Тейлора:
{\displaystyle L(x)={\tfrac {1}{3}}x-{\tfrac {1}{45}}x^{3}+{\tfrac {2}{945}}x^{5}-{\tfrac {1}{4725}}x^{7}+\dots }
Альтернативная аппроксимация может быть получена из
непрерывной дроби Ламберта разложения tanh(x):
{\displaystyle L(x)={\frac {x}{3+{\tfrac {x^{2}}{5+{\tfrac {x^{2}}{7+{\tfrac {x^{2}}{9+\ldots }}}}}}}}}
При достаточно малых x, обе аппроксимации численно лучше, чем прямая оценка аналитического выражения, поскольку последняя страдает от потери значимости.

## Высокотемпературный предел
При {\displaystyle x\ll 1} т. е. когда {\displaystyle \mu _{B}B/k_{B}T} мало, намагниченность можно аппроксимировать законом Кюри:
{\displaystyle M=C\cdot {\frac {B}{T}}}
где {\displaystyle C={\frac {Ng^{2}J(J+1)\mu _{B}^{2}}{3k_{B}}}}  - константа. Можно отметить, что {\displaystyle g{\sqrt {J(J+1)}}} - эффективное число магнетонов Бора.

## Предел высоких полей
При {\displaystyle x\to \infty } функция Бриллюэна переходит в 1. Намагниченность насыщается и магнитные моменты полностью выстраиваются по направлению приложенного поля:
{\displaystyle M=Ng\mu _{B}J}